# Leptocerus ousta
Leptocerus ousta là một loài Trichoptera trong họ Leptoceridae. Chúng phân bố ở miền Australasia.